# Безбородово (Московская область)
Безбородово — деревня в Дмитровском районе Московской области, в составе Сельского поселения Большерогачёвское. До 2006 года Безбородово входило в состав Большерогачевского сельского округа.

## Расположение
Деревня расположена на северо-западе района, примерно в 26 км северо-западнее Дмитрова, на безымянном ручье, левом притоке реки Лбовка (бассейн реки Яхромы), высота центра над уровнем моря 153 м.  Рядом имеется пожарный водоëм. Ближайшие населённые пункты — Кочергино на востоке, Трехденево на юге и Софрыгино на западе.  Добраться до деревни очень легко. Надо лишь повернуть по специальному указателю с Клинско-Дмитровского шоссе, проехав мимо крупного села Рогачëво.  

## Население
| 2002 | 2006 | 2010 |
| ---- | ---- | ---- |
| 2    | ↘1   | →1   |

с Весны по Осень в Безбородово  приезжают дачники и население в эти периоды,составляет 100-150 человек. 